# Radek Šulc
Radek Šulc (* 14. září 1964) je bývalý český hokejový obránce.

## Hokejová kariéra
V československé lize hrál za CHZ Litvínov. Odehrál 10 ligových sezón, nastoupil ve 311 ligových utkáních, dal 24 gólů a měl 78 asistencí. V nižších soutěží v době povinné vojenské služby za Duklu Jihlava „B“ a dále za VTŽ Chomutov. Pokračoval v dánské lize za Odense Bulldogs, ve druhé italské lize za SC Laces Val Venosta a ve čtvrté nejvyšší soutěži v Německu za EHC Klostersee. Kariéru končil v nižších soutěžích v SK Kadaň, SK HC Baník Most a HC Stadion Teplice.

## Klubové statistiky
| Sezona    | Klub                 | Soutěž          | Základní část | Základní část | Základní část | Základní část | Základní část | Play-off | Play-off | Play-off | Play-off | Play-off |
| Sezona    | Klub                 | Soutěž          | Z             | G             | A             | B             | TM            | Z        | G        | A        | B        | TM       |
| --------- | -------------------- | --------------- | ------------- | ------------- | ------------- | ------------- | ------------- | -------- | -------- | -------- | -------- | -------- |
| 1983/1984 | CHZ Litvínov         | 1. liga         | 1             | 0             | 1             | 1             | 0             |          |          |          |          |          |
| 1983/1984 | VTŽ Chomutov         | 2. liga         | -             | 4             | -             | -             | -             |          |          |          |          |          |
| 1984/1985 | Dukla Jihlava „B“    | 2. liga         | -             | 4             | -             | -             | -             |          |          |          |          |          |
| 1985/1986 | Dukla Jihlava „B“    | 2. liga         | -             | 2             | -             | -             | -             |          |          |          |          |          |
| 1986/1987 | CHZ Litvínov         | 1. liga         | 33            | 0             | 4             | 4             | 38            | 10       | 3        | 1        | 4        |          |
| 1987/1988 | CHZ Litvínov         | 1. liga         | 40            | 2             | 2             | 4             | -             |          |          |          |          |          |
| 1988/1989 | CHZ Litvínov         | 1. liga         | 30            | 1             | 4             | 5             | 42            | 7        | 0        | 0        | 0        |          |
| 1989/1990 | CHZ Litvínov         | 1. liga         | 39            | 0             | 1             | 1             | -             |          |          |          |          |          |
| 1990/1991 | CHZ Litvínov         | 1. liga         | 45            | 7             | 13            | 20            | 44            | 8        | 0        | 0        | 0        | 0        |
| 1991/1992 | Chemopetrol Litvínov | 1. liga         | 31            | 5             | 6             | 11            | -             | 9        | 2        | 1        | 3        |          |
| 1992/1993 | Chemopetrol Litvínov | 1. liga         | 44            | 4             | 10            | 14            | -             |          |          |          |          |          |
| 1993/1994 | Chemopetrol Litvínov | 1. liga         | 39            | 4             | 6             | 10            | 10            | 4        | 1        | 1        | 2        | 2        |
| 1994/1995 | Chemopetrol Litvínov | 1. liga         | 9             | 1             | 1             | 2             | 8             | 2        | 0        | 0        | 0        | 0        |
| 1995/1996 | Odense Bulldogs      | 1. dánská liga  | 40            | 15            | 8             | 23            | 91            |          |          |          |          |          |
| 1996/1997 | Odense Bulldogs      | 1. dánská liga  | 38            | 19            | 26            | 45            | 96            |          |          |          |          |          |
| 1997/1998 | Odense Bulldogs      | 1. dánská liga  | 43            | 13            | 19            | 32            | 86            |          |          |          |          |          |
| 1998/1999 | SC Laces Val Venosta | 2. italská liga | 36            | 35            | 21            | 56            | 70            |          |          |          |          |          |
| 2000/2001 | SK Kadaň             | 2. liga         | 21            | 1             | 2             | 3             | 28            |          |          |          |          |          |
| 2000/2001 | SK HC Baník Most     | 3. liga         | 6             | 0             | 0             | 0             | 8             | 4        | 0        | 0        | 0        | 2        |